# General José Eduvigis Díaz
General José Eduvigis Díaz, il cui nome viene spesso abbreviato in Gral. José E. Díaz o anche Gral. E. Díaz, è un centro abitato del Paraguay; si trova nel dipartimento di Ñeembucú, di cui forma uno dei 16 distretti.

## Popolazione
Al censimento del 2002 la località contava una popolazione urbana di 1.242 abitanti (3.642 nel distretto).

## Caratteristiche
Fondata il 24 marzo del 1899, la località si trova nella parte meridionale del dipartimento, attorniata da paludi e zone umide, a circa 2 km a nord del fiume Paraná. Divenuta distretto nel 1944, cambiò il precedente nome di Arroyito con l'attuale, in onore all'ufficiale paraguaiano artefice della vittoria nella battaglia di Curupayty, durante la Guerra della triplice alleanza.

## Economia
La popolazione si dedica principalmente all'allevamento e alla pesca.